# Mickey Mousecapade
Mickey Mousecapade, znana w Japonii jako Mickey Mouse: Fushigi no kuni no Daibouken (jap. ミッキーマウス 不思議の国の大冒険; dosł. „Mickey Mouse: Adventures in Wonderland”) – komputerowa gra platformowa stworzona i wydana przez Hudson Soft w Japonii oraz Capcom w USA na konsolę NES. Gra została wydana 6 marca 1987 roku w Japonii oraz w 1988 roku w Ameryce Północnej.

## Fabuła
Głównymi bohaterami tej gry są Myszka Miki oraz jego dziewczyna Myszka Minnie, którzy wyruszają w podróż od domu aż po zamek, aby uwolnić młodą dziewczynę o imieniu Alice z filmu Walta Disneya – Alicja w Krainie Czarów.